# Canarium vittatistipulatum
Canarium vittatistipulatum är en tvåhjärtbladig växtart som beskrevs av André Guillaumin. Canarium vittatistipulatum ingår i släktet Canarium och familjen Burseraceae. Inga underarter finns listade i Catalogue of Life.